# Esche
Esche là một đô thị thuộc huyện Grafschaft Bentheim trong bang Niedersachsen.
Esche nằm bên sông Vechte, Nordhorn và Emlichheim, thuộc cộng đồng chung (Samtgemeinde) Neuenhaus.